# Anulus tendineus communis
Als Anulus tendineus communis, gemeinsamer Sehnenring oder Zinn'scher Sehnenring wird eine Struktur aus Sehnen im hinteren Teil der Augenhöhle bezeichnet, von der bis auf den unteren schrägen alle äußeren Augenmuskeln eines Auges wie auch der Oberlidheber entspringen.
Die Ursprungssehnen dieser Skelettmuskeln vereinigen sich zum Anulus tendineus communis, der ringförmig den Sehnerven (Nervus opticus) umfängt, dicht vor dessen Eintritt in den Sehnervenkanal (Canalis opticus), und hier mit dem Knochen verwachsen ist. Er überbrückt an zwei Stellen die Fissura orbitalis superior und unterteilt diese damit in drei Etagen, deren mittlere er umschließt.
Von dem gemeinsamen Sehnenring entspringen neben den vier geraden Augenmuskeln Musculi recti (superior, medialis, lateralis und inferior) auch der Musculus retractor bulbi (beim  Menschen fehlend), der obere schräge Musculus obliquus superior sowie der Musculus levator palpebrae superioris.
Ausgehend von ihrem gemeinsamen Sehnenring bilden diese Muskeln zusammen mit der sie verbindenden Intermuskularmembran (Membrana intermuscularis) einen Kegelstumpf, Muskelkonus genannt, der sich nach vorne hin trichterartig erweitert und die Augenhöhle somit in einen intrakonischen und einen extrakonischen Raum aufteilt.